# Bielica (Rakowiec)
Bielica – kolonia wsi Rakowiec w Polsce, położona w województwie pomorskim, w powiecie tczewskim, w gminie Gniew.
W latach 1975–1998 kolonia administracyjnie należała do województwa gdańskiego.